# Diedrops roldanorum
Diedrops roldanorum är en tvåvingeart som beskrevs av Wayne N. Mathis och Charles L. Hogue 1986. Diedrops roldanorum ingår i släktet Diedrops och familjen vattenflugor.
Artens utbredningsområde är Colombia. Inga underarter finns listade i Catalogue of Life.